# نانسي مكينتوش
نانسي مكينتوش (بالإنجليزية: Nancy McIntosh)‏ هي مغنية أوبرا ومغنية وممثلة أمريكية، ولدت في 1866، وتوفيت في 20 فبراير 1954.